# Liste der Seen im Kanton Obwalden
Die folgende Liste enthält die benannten Seen und andere Stillgewässer im Kanton Obwalden.
| Bild | Name des Sees                             | Gemeinde(n); Ortsteil bzw. Lage | Zufluss                                                       | Abfluss            | Fläche in ha (100 ha = 1 km²) | Höhe über Meer | Maximale Tiefe in Meter | Koordinaten     |
| ---- | ----------------------------------------- | ------------------------------- | ------------------------------------------------------------- | ------------------ | ----------------------------- | -------------- | ----------------------- | --------------- |
|      | Alpnachersee Teil des Vierwaldstättersees | Alpnach, Stansstad              | Kleine Schliere, Sarner Aa                                    | Vierwaldstättersee | 447,5                         | 434 m ü. M.    | 35                      | 666043 / 201634 |
|      | Arniseeli                                 | Giswil                          |                                                               | Waldemme           | 6,5                           | 1890 m ü. M.   |                         | 649400 / 182339 |
|      | Blausee                                   | Kerns; Melchsee-Frutt           |                                                               | Aabach             | 1,7                           | 1916 m ü. M.   |                         | 662291 / 180320 |
|      | Blindseeli                                | Kerns; im Kernwald              |                                                               |                    | 0,1                           | 575 m ü. M.    |                         | 664720 / 197089 |
|      | Eisee                                     | Giswil                          |                                                               |                    | 3,9                           | 1895 m ü. M.   |                         | 647830 / 182350 |
|      | Eugenisee                                 | Engelberg                       | Engelberger Aa                                                | Engelberger Aa     | 5,5                           | 1916 m ü. M.   |                         | 672540 / 185740 |
|      | Follenseeli                               | Kerns                           |                                                               |                    | 0,12                          | 2298 m ü. M.   |                         | 670080 / 182430 |
|      | Fröschenseeli                             | Sarnen                          |                                                               |                    | 1,4                           | 1415 m ü. M.   |                         | 653650 / 195460 |
|      | Gerzensee                                 | Kerns; im Kernwald              |                                                               |                    | 0,16                          | 579 m ü. M.    |                         | 664930 / 197329 |
|      | Härzlisee                                 | Engelberg                       |                                                               |                    | 0,3                           | 1861 m ü. M.   |                         | 674180 / 188279 |
|      | Lungerersee                               | Lungern                         | Lauibach, Dundelbach, Eibach/Dorfbach, Gerenbach, Rufenenbach | Sarner Aa          | 201                           | 687 m ü. M.    | 68                      | 655320 / 183737 |
|      | Melchsee                                  | Kerns; Melchsee-Frutt           | mehrere Bäche                                                 | Grosse Melchaa     | 54                            | 1891 m ü. M.   | 18                      | 663610 / 180360 |
|      | Merlisee                                  | Giswil; Mörlialp                |                                                               |                    | 0,3                           | 1337 m ü. M.   |                         | 651360 / 186459 |
|      | Ritzenmattseeli                           | Sarnen                          |                                                               |                    | 0,1                           | 1411 m ü. M.   |                         | 654520 / 193660 |
|      | Seefeldsee                                | Sachseln; oberhalb Aelggialp    |                                                               | Älggibach          | 6,7                           | 1821 m ü. M.   |                         | 660530 / 182209 |
|      | Sarnersee                                 | Sarnen, Sachseln, Giswil        | Sarner Aa, Grosse Melchaa, Dreiwässerkanal                    | Sarner Aa          | 7500                          | 469 m ü. M.    | 51                      | 658711 / 190440 |
|      | Sewenseeli                                | Sarnen                          | diverse Bergbäche                                             | Sewenbach          | 2,4                           | 1689 m ü. M.   |                         | 649390 / 193169 |
|      | Tannensee                                 | Kerns                           | Tannenbach, diverse Bergbäche                                 | Tannenbach         | 33                            | 1976 m ü. M.   |                         | 666254 / 180636 |
|      | Wichelsee                                 | Alpnach, Sarnen                 | Sarner Aa                                                     | Sarner Aa          | 22                            | 459 m ü. M.    | 6                       | 663515 / 196820 |
|      |                                           |                                 |                                                               |                    |                               |                |                         |                 |

Siehe auch: Liste der grössten Seen in der Schweiz